# Scalable Vector Graphics
Scalable Vector Graphics (SVG) er et billedformat udviklet af World Wide Web Consortium (W3C). SVG er afledt af XML, og som navnet lader ane bruges det til beskrivelse af vektorgrafik, dog kan almindelig rastergrafik også indsættes i et SVG-billede. SVG kan indlejres i normal HTML og behøver ikke at være indeholdt i en ekstern fil. Dette betyder også at SVG-billeder nemt kan genereres dynamisk. 
Eftersom SVG-billeder er XML-filer, kan de skabes og redigeres med hvilken tekst-editor det skal være, men særlige SVG-baserede tegneprogrammer findes også.
Alle større moderne web-browsere understøtter SVG-redigering direkte. Microsoft Internet Explorer krævede til og med version 8, at brugerne downloadede og installere et browser-plugin. SVG-filer kan læses i Internet Explorer version 9, der kom på markedet i marts 2011.
SVG-formatet er ikke ret udbredt på almindelige sider på nettet; her foretrækkes som regel flash. Det understøttes dog mange steder, for eksempel i mobiltelefoner. På Wikipedia bruges SVG-filer meget, og det er praktisk at det er så nemt at gå ind i kildekoden og ændre sproget, for eksempel.
I SVG er det, som i flash, muligt at lave animationer, lyd og anden interaktivitet.

## Komprimeret
SVGZ er tabsfri data-komprimeret format for SVG.

Kaldes også nogle gange for svg.gz, hvor gz står for gzip.

## Eksempel på SVG-redigering
|  |  |